# Rocket Freudental
Rocket/Freudental ist eine deutsche Alternative-Band, die 1999 in Stuttgart gegründet wurde. Ihr Stil ist geprägt durch trotzig-absurde, teilweise sozialkritische deutsche Texte, die häufig die Arbeitswelt thematisieren, und eine raue, minimalistische Instrumentierung. Der Bandname leitet sich vom Namen eines Weinbauorts nördlich von Stuttgart ab.

## Diskografie
- 2000: Wir arbeiten durch (Jon Meng Records)
- 2004: Die Weisheit wächst auf Bäumen (Pavlek Records)
- 2006: Wir leben wie Gespenster (Pavlek Records)
- 2011: Die meisten Irren (Hafenschlamm Rekords)
- 2020: Erdenmenschen weggetreten  (Treibender Teppich Records)